# Gran Premio de las Américas de Motociclismo
El Gran Premio de las Américas de Motociclismo es una carrera de motociclismo de velocidad que se disputa en el Circuito de las Américas desde la temporada 2013 del Campeonato del Mundo de Motociclismo. Fue la tercera carrera de MotoGP de la temporada 2013 que tuvo lugar en Estados Unidos, junto al Gran Premio de Estados Unidos en Laguna Seca y al Gran Premio de Indianápolis. El Gran Premio de Estados Unidos no se volvió a realizar, y el Gran Premio de Indianápolis se corrió por última vez en 2015.

## Ganadores del Gran Premio de las Américas

### Ganadores múltiples (Pilotos)
| # Victorias | Piloto            | Victorias | Victorias                                |
| # Victorias | Piloto            | Categoría | Años ganador                             |
| ----------- | ----------------- | --------- | ---------------------------------------- |
| 7           | Marc Márquez      | MotoGP    | 2013, 2014, 2015, 2016, 2017, 2018, 2021 |
| 4           | Álex Rins         | MotoGP    | 2019, 2023                               |
| 4           | Álex Rins         | Moto2     | 2016                                     |
| 4           | Álex Rins         | Moto3     | 2013                                     |
| 2           | Romano Fenati     | Moto3     | 2016, 2017                               |
| 2           | Maverick Viñales  | MotoGP    | 2024                                     |
| 2           | Maverick Viñales  | Moto2     | 2014                                     |
| 2           | Francesco Bagnaia | MotoGP    | 2025                                     |
| 2           | Francesco Bagnaia | Moto2     | 2018                                     |

### Ganadores múltiples (Constructores)
| # Victorias | Constructor | Victorias | Victorias                                      |
| # Victorias | Constructor | Categoría | Años Ganador                                   |
| ----------- | ----------- | --------- | ---------------------------------------------- |
| 11          | Honda       | MotoGP    | 2013, 2014, 2015, 2016, 2017, 2018, 2021, 2023 |
| 11          | Honda       | Moto3     | 2015, 2017, 2018                               |
| 8           | Kalex       | Moto2     | 2014, 2016, 2017, 2018, 2019, 2021, 2022, 2023 |
| 7           | KTM         | Moto3     | 2013, 2014, 2016, 2019, 2022, 2023, 2025       |
| 2           | Ducati      | MotoGP    | 2022, 2025                                     |
| 2           | Boscoscuro  | Moto2     | 2024, 2025                                     |

### Por año
| Año  | Circuito                 | Moto3                           | Moto3                           | Moto2                           | Moto2                           | MotoGP                          | MotoGP                          |
| Año  | Circuito                 | Piloto                          | Constructor                     | Piloto                          | Constructor                     | Piloto                          | Constructor                     |
| ---- | ------------------------ | ------------------------------- | ------------------------------- | ------------------------------- | ------------------------------- | ------------------------------- | ------------------------------- |
| 2025 | Circuito de las Américas | José Antonio Rueda              | KTM                             | Jake Dixon                      | Boscoscuro                      | Francesco Bagnaia               | Ducati                          |
| 2024 | Circuito de las Américas | David Alonso                    | CFMoto                          | Sergio García                   | Boscoscuro                      | Maverick Viñales                | Aprilia                         |
| 2023 | Circuito de las Américas | Iván Ortolá                     | KTM                             | Pedro Acosta                    | Kalex                           | Álex Rins                       | Honda                           |
| 2022 | Circuito de las Américas | Jaume Masiá                     | KTM                             | Tony Arbolino                   | Kalex                           | Enea Bastianini                 | Ducati                          |
| 2021 | Circuito de las Américas | Izan Guevara                    | Gas Gas                         | Raúl Fernández                  | Kalex                           | Marc Márquez                    | Honda                           |
| 2020 | Circuito de las Américas | Edición cancelada - Coronavirus | Edición cancelada - Coronavirus | Edición cancelada - Coronavirus | Edición cancelada - Coronavirus | Edición cancelada - Coronavirus | Edición cancelada - Coronavirus |
| 2019 | Circuito de las Américas | Aron Canet                      | KTM                             | Thomas Lüthi                    | Kalex                           | Álex Rins                       | Suzuki                          |
| 2018 | Circuito de las Américas | Jorge Martín                    | Honda                           | Francesco Bagnaia               | Kalex                           | Marc Márquez                    | Honda                           |
| 2017 | Circuito de las Américas | Romano Fenati                   | Honda                           | Franco Morbidelli               | Kalex                           | Marc Márquez                    | Honda                           |
| 2016 | Circuito de las Américas | Romano Fenati                   | KTM                             | Álex Rins                       | Kalex                           | Marc Márquez                    | Honda                           |
| 2015 | Circuito de las Américas | Danny Kent                      | Honda                           | Sam Lowes                       | Speed Up                        | Marc Márquez                    | Honda                           |
| 2014 | Circuito de las Américas | Jack Miller                     | KTM                             | Maverick Viñales                | Kalex                           | Marc Márquez                    | Honda                           |
| 2013 | Circuito de las Américas | Álex Rins                       | KTM                             | Nicolás Terol                   | Suter                           | Marc Márquez                    | Honda                           |